# Бахметське
Бахме́тське (рос. Бахметское) — селище у складі Тугулимського міського округу Свердловської області.
Населення — 32 особи (2010, 53 у 2002).
Національний склад станом на 2002 рік: росіяни — 94 %.